# سانجورو
سانجورو (به ژاپنی: 椿三十郎) یک فیلم سامورایی ژاپنی به کارگردانی آکیرا کوروساوا و بازی توشیرو میفونه است که در سال ۱۹۶۲ منتشر شد. این فیلم دنباله فیلم یوجیمبو (۱۹۶۱) است.
این فیلم در اصل اقتباسی از رمانی از شوگورو یاماموتو بود اما فیلمنامه آن پس از موفقیت یوجیمبو تغییر کرد تا با شخصیت اصلی آن فیلم یکی شود.

## تحریف زمان
در این فیلم، صحنه‌های مبارزه به گونه‌ای طراحی شده‌اند که به طور عمدی بر خلاف انتظار مخاطب از فیلم‌های سامورایی عمل کنند. به جای نمایش دقیق و کند حرکات شمشیرزنی، مبارزات به سرعت و به صورت خلاصه شده نمایش داده می‌شوند. این تضاد عمدی، به نوعی هجو ژانر سامورایی است. برای مثال، بیننده مدت زمان طولانی منتظر است تا شمشیرها از نیام بیرون بیایند، اما در لحظه نبرد، حرکت شمشیرها آنقدر سریع است که قابل تشخیص نیست. این حذف عمدی جزئیات مبارزه، به همراه افتادن ناگهانی یکی از مبارزان، به صحنه‌ها حالتی طنزآمیز و تمسخرآمیز می‌بخشد. این رویکرد، نه تنها به فیلم هویت متمایزی می‌بخشد، بلکه به مخاطب نشان می‌دهد که نباید همه کلیشه‌های ژانر سامورایی را جدی گرفت.